# Attilio Ruffini
(Attilio Ruffini, da "La Grande Tentazione")
Attilio Ruffini (Mantova, 31 dicembre 1924 – Roma, 23 giugno 2011) è stato un politico, avvocato, saggista e partigiano italiano.
Dal 1963 al 1987 è stato deputato per la Democrazia Cristiana, sempre eletto nella circoscrizione elettorale della Sicilia occidentale, e ha fatto parte del governo tra il 1972 e il 1980, ricoprendo gli incarichi di Ministro degli affari esteri, Ministro della difesa, Ministro dei trasporti e Ministro della marina mercantile.
Saggista e conferenziere, gli venne conferita "ad honorem" la laurea in Diritto all'Università Cattolica di Buenos Aires, e in Sociologia all'Università del Salvador; già Professore Onorario di Filosofia alla Kennedy University della capitale argentina.
Fu socio onorario dell'Istituto per lo sviluppo dell'America Latina.
Era nipote del cardinale Ernesto Ruffini. Tra i suoi cinque figli figurano il giornalista Paolo, prefetto del Dicastero per la comunicazione della Santa Sede, e l'avvocato Ernesto Maria, ex direttore dell'Agenzia delle entrate.

## Biografia
Nato a Mantova nel dicembre del 1924, Attilio Ruffini compie i primi studi nella città natale. Conclusa la prima parte della sua formazione scolastica si trasferisce a Milano dove, avendo vinto una borsa di studio, si iscrive alla Facoltà di Giurisprudenza dell'Università Cattolica del Sacro Cuore allora retta da Padre Agostino Gemelli, e dove conseguirà, negli anni successivi al Secondo conflitto mondiale, la laurea. È in quegli anni che inoltre Ruffini comincia a muovere i primi passi nei movimenti politici che lo vedranno poi protagonista nel corso della Prima Repubblica.

### La Resistenza
Ruffini partecipò attivamente alla Resistenza, cooperando con i partigiani delle Brigate cattoliche delle Fiamme Verdi e facendo parte del Comitato di Liberazione Nazionale (C.L.N.).
Nell'autunno del 1944, fu catturato da un gruppo delle Brigate Nere mantovane e condotto nella Caserma delle Brigate Nere di Cerese, ove fu sottoposto ai primi interrogatori in merito alla attività antifascista dei cattolici mantovani e, in particolare, degli universitari cattolici. Trasferito nel Carcere mandamentale di Mantova, in Via Poma, fu poi preso in consegna dalle SS tedesche che lo trasferirono nel Forte San Leonardo di Verona. Il 13 dicembre 1944 fu sottoposto all'ultimo interrogatorio, condotto personalmente dal comandante delle S.S. tedesche in Italia, generale Wolff. Il 19 dicembre dello stesso anno fu condotto a Verona, al Comando generale delle S.S. e lì finalmente venne liberato.
Successivamente, fino alla Liberazione, fece parte della Brigata partigiana "Ivanoe Bonomi" che liberò e presidiò la città di Mantova fino all'arrivo delle truppe alleate. Nel 1946 venne eletto Presidente del Consiglio Interfacoltà della stessa Università e nel 1947 venne eletto membro del Consiglio Universitario Nazionale.

### L'attività professionale forense
Iniziò l'attività forense a Mantova presso lo studio dell'Avvocato Ennio Avanzini, già componente dell'Assemblea Costituente e poi membro del primo Parlamento repubblicano. Nel frattempo divenne segretario provinciale della Democrazia Cristiana finché nel 1955 si trasferì a Palermo, dove dal 1946 esercitava la sua attività pastorale lo zio cardinale Ernesto Ruffini. Nel capoluogo siciliano sposò Zina Maria La Loggia, figlia di Giuseppe, allora Presidente dell'Assemblea Regionale Siciliana, e poi a capo del Governo Regionale.
A Palermo riprese ad esercitare la professione di avvocato fino al 1963, anno in cui, essendo stato eletto al Parlamento, rinunciò ad ogni incarico professionale.
Sul finire degli anni cinquanta e l'inizio degli anni sessanta ebbe tra i suoi clienti anche la Satris, società che aveva in appalto i servizi di riscossione delle imposte sul territorio siciliano, società fondata nell'immediato dopoguerra da Luigi Corleo e Francesco Cambria e di cui entrarono successivamente a far parte i cugini Nino ed Ignazio Salvo, dopo che quest'ultimo sposò la figlia di Corleo.
Nel 1963 i cugini Salvo (successivamente indicati dalla Commissione parlamentare Antimafia del 1976 come legati alla mafia) ottennero il loro primo appalto decennale con una legge regionale approvata anche con il voto di alcuni deputati dell'opposizione.
Alla fine della sua lunga esperienza parlamentare, nel 1987 – dopo la scelta di non ripresentare la propria candidatura alle elezioni politiche di quell’anno – riprese l’attività forense a Roma, dove la svolse fino al 1994.

### L'attività politica
(Attilio Ruffini, da "Verso un nuovo modello di società")

Attilio Ruffini in visita da papa Giovanni Paolo II

Iniziò la sua attività politica fin dal 1945 nell'ambito della Democrazia Cristiana, nella quale ricoprì vari incarichi a livello locale e nazionale. Insieme a don Primo Mazzolari, Ennio Avanzini, Ottorino Momoli, a don Filippo Berselli e a Luigi Chiesi costituì nella clandestinità il partito della Democrazia Cristiana di Mantova. Eletto per la prima volta alla Camera dei deputati nel 1963, dal 1969 è stato membro della Direzione del Partito, Capo della Segreteria Politica e Consigliere Nazionale.
È stato il primo firmatario alla Camera della legge sulla riforma del diritto di famiglia; portano il suo nome altre iniziative di legge di rilevante effetto civile, come le leggi per la riparazione degli errori giudiziari, per l'insegnamento delle lingue straniere nelle scuole elementari, per le provvidenze agli invalidi civili. È intervenuto nei più importanti dibattiti dell'Assemblea di Montecitorio: sul divorzio, sull'ordinamento regionale, sul SIFAR, sulla politica per il Mezzogiorno, sulla libertà della scuola e sui problemi dell'emigrazione.
Sul finire degli anni ’60 avviò un dibattito sulla necessaria riforma dello Stato e sulla crisi della rappresentatività dei partiti, mostrando di anticipare riflessioni ancora oggi lucide e di grande attualità: «Come può onestamente definirsi democratico - nel significato sostanziale del termine - uno Stato in cui le vere decisioni politiche sono adottate dai partiti, per i quali non esiste garanzia, alcuna di democraticità interna e dai quali la stragrande maggioranza dei cittadini è estranea? […] Se il popolo è estraneo (e diffidente) nei confronti dei partiti politici, perché non avere l'umiltà di riconoscere che ciò in parte dipende dal fatto che essi appaiono come raggruppamenti consolidati, cristallizzati e “chiusi”? Sorti con funzione di coordinamento e di incontro tra i cittadini e la classe dirigente, essi hanno finito, al di là di ogni intenzione, col divenire in parte diaframmi tra il popolo e gli Organi dello Stato che in nome del popolo esercitano la sovranità, primo fra tutti il Parlamento. Ogni cittadino sente che, al fine dell'indirizzo politico del Paese, è più importante un congresso di partito che le elezioni politiche quinquennali, quanto meno nel senso che i risultati di tali congressi condizioneranno interamente le rappresentanze elette. Ma mentre egli sa che gli è riconosciuta la libera espressione del voto, non altrettanto sente di poter partecipare concretamente e validamente alla vita interna dei partiti. […]».
Dal 1974 al 1976 è stato vice Segretario Nazionale Unico, responsabile dell'ufficio stampa e propaganda e di quello degli enti locali.
È stato eletto alla Camera dei deputati dal 1963 al 1987, nella IV, V, VI, VII, VIII e IX legislatura.
Alla Camera dei deputati ha fatto parte delle commissioni parlamentari Affari Costituzionali, Giustizia, Esteri e Difesa, presiedendo quest'ultima dal 1983 al 1987. Nel 1972 entrò a far parte del Governo Andreotti II, come Sottosegretario di Stato prima alla Pubblica Istruzione e poi al Tesoro, incarico confermatogli anche nel Governo Rumor IV.
Nel 1976 fu nominato Ministro dei trasporti nel Governo Andreotti III e l'anno successivo assunse l'interim come Ministro della marina mercantile. Nel 1977 fu nominato Ministro della difesa, incarico che gli venne confermato nei successivi governi Andreotti IV e V.

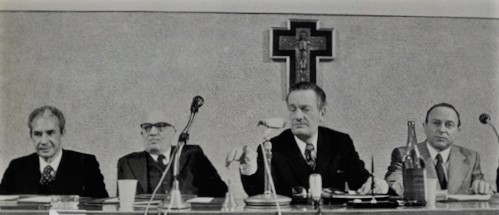
Moro, Fanfani, Zaccagnini e Ruffini

Il Governo Andreotti IV fu il primo Governo che ottenne l'appoggio esterno del PCI: era il 16 marzo 1978, il giorno in cui il Presidente della D.C. Aldo Moro fu rapito e la sua scorta fu assassinata in Via Fani, a Roma. In quel periodo, Ruffini nella veste di Ministro della Difesa prese parte al C.I.S. (Comitato Interministeriale di Sicurezza). Presieduto dall'allora Presidente del Consiglio Andreotti, era composto dai titolari di diversi Dicasteri, tra i quali, un rilievo particolare era assunto, oltre che dal Dicastero di cui era titolare Ruffini, da quello dell'Interno in quel periodo affidato a Francesco Cossiga. Dal momento del rapimento Moro, il Comitato si riunì con cadenza settimanale per tutta la durata dei cinquantacinque giorni del sequestro.
Il 10 agosto 1978 insieme al Presidente del Consiglio e al Ministro dell'Interno Rognoni firmò il decreto di nomina del generale Carlo Alberto dalla Chiesa a capo del coordinamento delle attività contro il terrorismo e il crimine organizzato. Nel 1979,  alla vigilia delle elezioni politiche, a Palermo partecipò ad una cena elettorale organizzata in suo onore cui erano presenti i boss mafiosi Rosario Spatola e Salvatore Inzerillo, che fecero un brindisi per la sua rielezione. Ruffini si difese in seguito affermando: «In campagna elettorale incontro centinaia di persone e non posso sapere chi è mafioso e chi non lo è».

Attilio Ruffini e Amintore Fanfani.

Nel Governo Cossiga I, nel 1980 fu dapprima confermato Ministro della difesa e, successivamente, fu nominato Ministro degli affari esteri fino al 4 aprile 1980. In quello stesso periodo, ha ricoperto l'incarico di Presidente di turno del Consiglio della Comunità Europea. Il 16 gennaio 1980 a Bruxelles, nel corso della riunione straordinaria del Parlamento europeo sulla crisi afghana, Attilio Ruffini, Presidente di turno del Consiglio della Comunità Europea, intervenne duramente per stigmatizzare l'intervento militare sovietico. Non si ricandidò alle elezioni politiche del 1987, dedicandosi nuovamente all'attività professionale fino al 1994.
Attilio Ruffini è morto a Roma il 23 giugno 2011. In occasione della sua morte, il Capo dello Stato Giorgio Napolitano ha rammentato "il lungo e appassionato impegno politico nella Democrazia Cristiana" di Ruffini. "Combattente valoroso nelle file della Resistenza cattolica mantovana, egli testimoniò negli impegnativi incarichi parlamentari e ministeriali ricoperti una convinta adesione ai valori di libertà e democrazia". Di Ruffini il Capo dello Stato ha ricordato ancora "l'intenso impegno nella guida dei dicasteri della difesa e degli affari esteri, nella quale mostrò una lucida visione dei rapporti internazionali".

## Il salvataggio dei profughi vietnamiti
Nell’estate del 1979, mentre Ruffini era Ministro della Difesa, insieme a Giuseppe Zamberletti, futuro “padre” della Protezione Civile, fu organizzata una missione con la quale vennero condotti in salvo, in Italia, 907 profughi vietnamiti.
Per realizzare la missione di salvataggio, vennero inviate tre navi della Marina Militare Italiana verso il lontano Golfo del Siam: gli incrociatori Vittorio Veneto e Andrea Doria e la nave appoggio Stromboli. Dopo oltre 12.000 chilometri e tre settimane di navigazione, le navi arrivano a destinazione il 21 agosto 1979 a Venezia

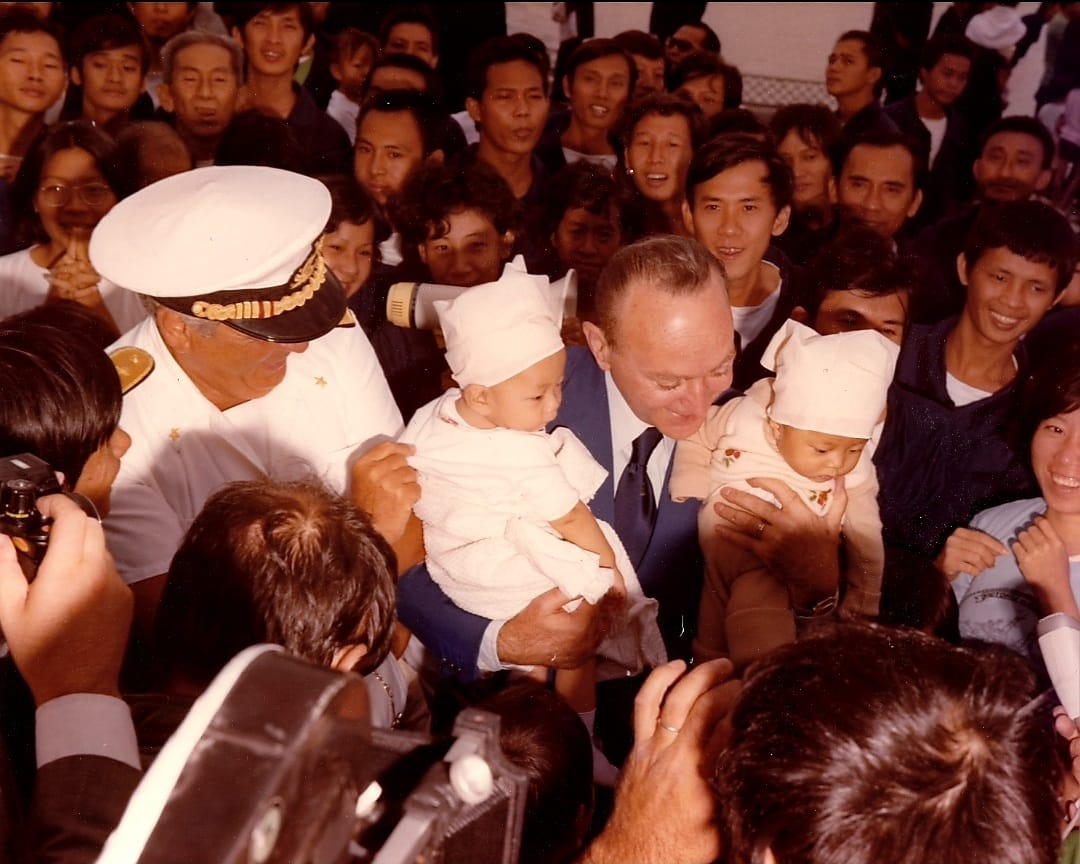
Ruffini accoglie i Boat People

«Scappavano via mare su barche, zattere, imbarcazioni di fortuna. Naufragavano a migliaia, e a migliaia venivano assaliti e uccisi da moderni pirati. Come spesso purtroppo accade di fronte alle tragedie degli altri tutti ne parlavano, tutti si commuovevano, ma nessuno faceva niente […] Ricordo i visi di quelle persone e di quei bimbi meravigliosi, e i loro sguardi di gratitudine quando sbarcarono a Venezia. Mi dissi allora che potevo considerarmi soddisfatto della mia intera esperienza politica per il solo fatto di aver potuto contribuire alla salvezza di quei fratelli asiatici».

## Proposte di legge presentate da Attilio Ruffini come primo firmatario
- Norme particolari per l'insegnamento nelle scuole primarie dei comuni italiani di origine albanese (1326) (presentata il 30 aprile 1964)
- Abrogazione degli articoli da 571 a 574-bis del vigente Codice di procedura penale e nuova disciplina della riparazione dei danni materiali e non materiali derivanti da errore giudiziario o da ingiusta carcerazione preventiva (2997) (presentata il 3 marzo 1966)
- Modifica dell'articolo 314 del Codice penale (3073) (presentata il 2 aprile 1966)
- Nuova disciplina in materia di pubblicazioni e spettacoli osceni e contrari al buon costume (475) (presentata il 9 ottobre 1968).
- Riforma del diritto di famiglia (703) (presentata il 19 novembre 1968)
- Riordinamento delle provvidenze per gli invalidi civili (1986) (presentata il 31 ottobre 1969)
- Norme sull'insegnamento delle lingue moderne nelle scuole elementari di Stato (3411) (presentata il 25 maggio 1971)
- Nuova disciplina in materia di pubblicazioni e spettacoli osceni e contrari al buon costume e modifica degli articoli 528 e 529 del codice penale (361) (presentata il 30 giugno 1972)
- Modifica agli articoli 10 e 29 della legge 26 aprile 1974, n. 191, sulla prevenzione degli infortuni sul lavoro nei servizi e negli impianti gestiti dall'Azienda autonoma delle ferrovie dello Stato (1703) (presentato il 26 agosto 1977)
- Unificazione della durata della ferma di leva (2307) (presentato il 10 luglio 1978)
- Norme a tutela di alcune categorie di dipendenti dello Stato nei giudizi per fatti connessi al servizio (2730) (presentato il 16 febbraio 1979).

## Pubblicazioni di Attilio Ruffini
- La solitudine del sacerdote, Palermo 1965
- I valori cristiani della Resistenza, Palermo 1965
- Una programmazione economica per lo sviluppo ed il potenziamento della persona umana, Palermo 1965
- La potestà legislativa tributaria della Regione Siciliana, Palermo, 1966
- La grande Tentazione, con prefazione di Augusto Del Noce, Palermo, 1966
- Il laicato cattolico e la cristianizzazione della società, Palermo, 1966
- Natura, limiti ed efficacia del potere legislativo della regione siciliana, Milano 1967
- In difesa delle Regioni, Roma 1967
- Fondamento e significato dell'unità politica dei cattolici, Palermo 1967
- Divorzio, Palermo 1968
- L'inchiesta sul SIFAR, Roma 1969
- Padre Giacomo Cusmano, Palermo 1971
- Teologia della Verità, dell'Umiltà, dell'Azione, della Carità, Verona 1971
- La D.C. di fronte ai problemi della nuova società italiana, Roma 1974
- Il Nostro “Si” alla famiglia, Palermo 1974
- Sul Terrorismo Politico, Roma 1974
- Verso quale futuro?, Roma 1975
- Rinnovare la fiducia nella D.C., Roma 1975
- Un'alternativa al comunismo, Roma 1975
- Resistenza = Libertà, Roma 1975
- Democrazia Cristiana: Rinnovamento e Responsabilità, Roma 1976
- Verso un nuovo modello di società, Roma 1978
- La politica di difesa italiana e la sicurezza nel mediterraneo, Roma, 1978
- La Democrazia Cristiana di fronte ai nuovi problemi della società e dello stato, Roma 1979
- Democrazia di valori, Roma 1979
- Ed egli rimane, Ricordo di Piersanti Mattarella, Roma 1980
- Il ruolo della d.c. negli "anni 80", Roma 1980

## Galleria d'immagini

Ruffini e Zaccagnini.
Attilio Ruffini giura nelle mani del Presidente Pertini.
Ruffini e Pertini.